# Crintești, Argeș
Crintești este un sat ce aparține orașului Topoloveni din județul Argeș, Muntenia, România.